# Chloris jubaensis
Chloris jubaensis är en gräsart som beskrevs av Thomas Arthur Cope. Chloris jubaensis ingår i släktet kvastgrässläktet, och familjen gräs. Inga underarter finns listade i Catalogue of Life.